# Gerbillus acticola
Gerbillus acticola — вид піщанок; поширена в основному в Сомалі, але її ареал може поширюватися на Ефіопію та Джибуті. Це ендемік екорегіону ксеричних лук і чагарників Ефіопії.

## Опис
Берберська піщанка має середню довжину голови й тіла 94 мм і хвоста 129 мм. Це мала піщанка, верхня частина якої має піщано-помаранчевий колір, окремі волоски мають сірі стрижні та помаранчеві кінчики. Боки досить бліді, волоски білі з помаранчевими кінчиками, а низ чисто білий, з чіткою демаркаційною лінією між спинною та черевною шкірою. Навколо ока є біла пляма, а щоки, підборіддя, горло та лапи білі. Підошви ніг безволосі. Довгий хвіст піщано-помаранчевого кольору зверху і блідий знизу, а на кінчику має вузький пучок коричневих і білих волосків. За розміром і зовнішнім виглядом вона схожа на велику єгипетську піщанку (Gerbillus pyramidum), але вони мають різні географічні ареали.